# I'm a Loser
I'm a Loser är en låt av The Beatles från 1964, skriven av John Lennon och Paul McCartney.

## Låten och inspelningen
Denna låt kan sägas vara kraftigt inspirerad av Bob Dylan. Låten sattes 14 augusti 1964. Lennon har kommenterat texten med att han ibland kunde tycka att han var en förlorade för att återigen tycka han var världens främste. Emellertid finns det även en stor dos ironi om man lyssnar på texten. Låten var länge påtänkt som singel, innan man skrev ”I Feel Fine”. Den kom med på LP:n Beatles for Sale som utgavs i England 4 december 1964 och i USA på ”Beatles '65”, som utgavs 15 december 1964.